# Líra (műnem)

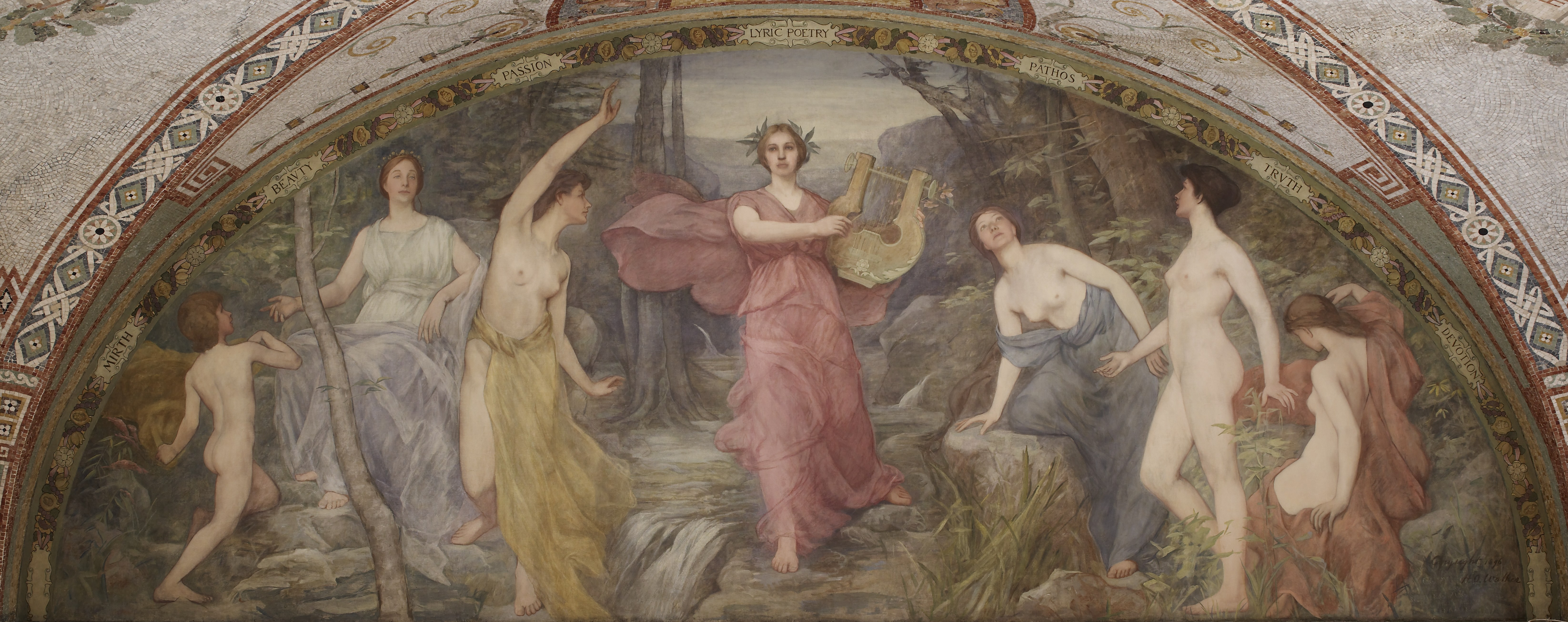
Henry O. Walker: Lírai költészet

A líra az irodalom, pontosabban a költészet három nagy műnemének egyike az epika és a dráma mellett (a görög 'líra' egy húros hangszer neve volt).

## Jellemzői
A lírai művekben egy ember (lírai én) szólal meg közvetlen formában, általában egyes szám első személyben. Ilyenkor nem a szerző szólal meg, mivel a "lírai én" egy fikció, így nem egyeztethető a szerzővel, akármennyi életrajzi vonás található a műben.
Tárgya saját belső világa, azaz érzelmeit, hangulatait, élményeit, gondolatait, tapasztalatait tárja fel. Az ábrázolás középpontjában tehát a lírikus énje, önmaga, személyisége áll (a „költői én”).
Ezért a lírai művekben az alkotó megnyilatkozása közvetlenebb, személyesebb (szubjektívebb), mint a sokszereplős, cselekményes epikai vagy drámai művekben (az epikus szerző és a drámaíró többnyire hallgat arról, milyen személyes indulatokat, egyéni véleményeket táplál az általa ábrázolt világ dolgaival kapcsolatban).
A lírai művek (alapvetően, de nem kizárólagosan) verses formában íródnak.
A hagyományos műfaji kereteken – dal, óda és válfajai, epigramma, elégia – kívül sokféle szempontból csoportosíthatjuk a lírai alkotásokat.
A tartalmi elemek mellett a lírai művekben különösen fontosak a szerkezeti megoldások, a kifejezőeszközök, a stíluselemek, a költői képek, alakzatok, a zeneiség eszközei.
Az érzelmek tartalma, erőssége (intenzitása) különbözteti meg:
- a hangulatlírát, melyet bensőséges megszólalás, fokozott zeneiség és minimális érzelmi hőfok jellemez (legjellemzőbb műfaja a dal, és más műfaji változataiban is a zeneiség és a dalszerűség a meghatározó) és az érzelmi lírát, melyben az érzelmek határozottabbak, tudatosabbak (az elégia és az óda számos változata ide sorolható).
- A gondolati lírát, melyben a gondolati elem, a gondolatiság a meghatározó. A gondolati mag, a bölcseleti mondanivaló egyben személyes élménnyé is válik, amelyet a lírai én költői módon, lirizáltan ad elő (erre a típusra a filozófiai költészet, a didaktikus líra vagy az intellektuális líra kategóriáit is használják).

Egy példa: Csokonai Vitéz Mihály: A Reményhez

## Alműfajcsoportjai
- A dal: a legelterjedtebb és legszemélyesebb lírai műfajcsoport. Alapvető és egynemű érzések megszólaltatója. Pillanatnyi élmény, érzés, hangulat kifejezője, de lehetnek tér- és időbeli meghatározói. Szerkezete egyszerű, világos, könnyen áttekinthető; terjedelme általában korlátozott.
- A szonett rövid dal. Középkori eredetű, a reneszánsztól egész Európában elterjedt versszerkezet. A legkötöttebb versformák egyike, ezért a legintenzívebb, ambivalens lírai tartalmak kifejezésére alkalmas. 14 sorból áll, általában két quartinára (10-11 szótagos, négy soros szakasz) és két terzinára (ugyanolyan szótagszámú három soros szakasz) tagolva.
- Az óda fennkölt, magasztos tárgyú, gyakran bonyolult ritmikájú és felépítésű lírai műfaj. Emelkedett hangvétel, feszült érzelmi állapot jellemzi. Tárgya sokféle lehet: istenség, természet, haza, művészet, igazság, barátság, szerelem, életöröm, hírnév.
  - A himnusz vallásos jellegű, Istent vagy isteni hatalmakat dicsőítő, hozzájuk segítségért fohászkodó imaszerű ének.
  - A zsoltár, a himnusszal rokon műfaj, amely eredetileg az ószövetségi vallásos énekek gyűjtőfogalma.
  - A rapszódia: A legtöbb rapszódia is az ódai műfajcsoportba tartozik. Jellemző vonásai a zaklatottság, az érzelmek és a gondolatok szenvedélyes hullámzása. A műfaj kifejezésmódja szubjektív.
- Az epigramma műfaji alapvonása a rövidség és a tömörség. Az epigramma témája, hangneme, célja szerint igen változatos: megörökíthet gyászt, szerelmet, sokféle életmozzanatot; van tanító, harci, gúnyos (szatirikus) és politikai változata is.
- Az elégia bánatos alaphangú, ma már valamilyen emléket felidéző, illetve csendes szomorúságot, belenyugvást kifejező vers, többnyire bölcselkedő tartalmú költemény; a görög költészetben formája mindig disztichon.

Ars Poetica
Latin eredetű szó, jelentése: költői mesterség, költészettan.
Vallomásszerű művek, melyek a költő költészetéről való nézeteit, hitvallását tartalmazzák.
Pl.: Petőfi Sándor: A XIX. század költői
Capriccio
Olasz eredetű szó, jelentése: szeszélyes, furcsa ötlet.
Játékos, változó hangulatú (tréfás, komoly), szatirikus, ironikus, lírai költemény.
Pl.: Tóth Árpád: Áprilisi capriccio
Ecloga
A görög eredetű eklegin szóból származik, mely jelentése választani, később szemelvény.
A pásztori/bukolikus környezetben élő emberek világát mutatja be; monológban vagy dialógban, hexameteres versformában.
Pl.: Vergilius: Eclogue; Radnóti Miklós eklogái
Ditirambus (dithürambosz)
Dionüszosz melléknevéből származik. Dionüszosz= bor, mámor, szőlőművelés és a termékenység istene. Származása: kardal: 50 fiúból álló kórus énekel Dionüszosz életéről. Mai értelmezésben: emelkedett hangulatú, szenvedélyes, szabálytalan ritmusú lírai alkotás.
Pl.: Csokonai Vitéz Mihály: Bakhushoz; Petőfi Sándor: Szeretlek kedvesem
Himnusz
Görög eredetű „hümnosz” szóból származik, jelentése: ének.
Vallásos jellegű istent vagy isteni hatalmakat dicsőítő ima, énekszerű.
Pl.: Assisi Szt. Ferenc: Nap himnusz; Ómagyar Mária-siralom

## Verselése
időmértékes
Hosszú és rövid szótagok váltakozása. pl.: spondeus, dactilus stb.
ütemhangsúlyos
Hangsúlyos és hangsúlytalan szótagok váltakozása. pl.: felező tizenkettes

## Külső hivatkozások
- Iskolai anyagok
- Lírai műfajok